# Ostha aequata
Ostha aequata är en fjärilsart som beskrevs av Walker 1862. Ostha aequata ingår i släktet Ostha och familjen nattflyn. Inga underarter finns listade i Catalogue of Life.